# Litoria fallax
Litoria fallax és una espècie de granota que viu a l'est d'Austràlia (des de Queensland fins a Nova Gal·les del Sud).